# Jari Litmanen

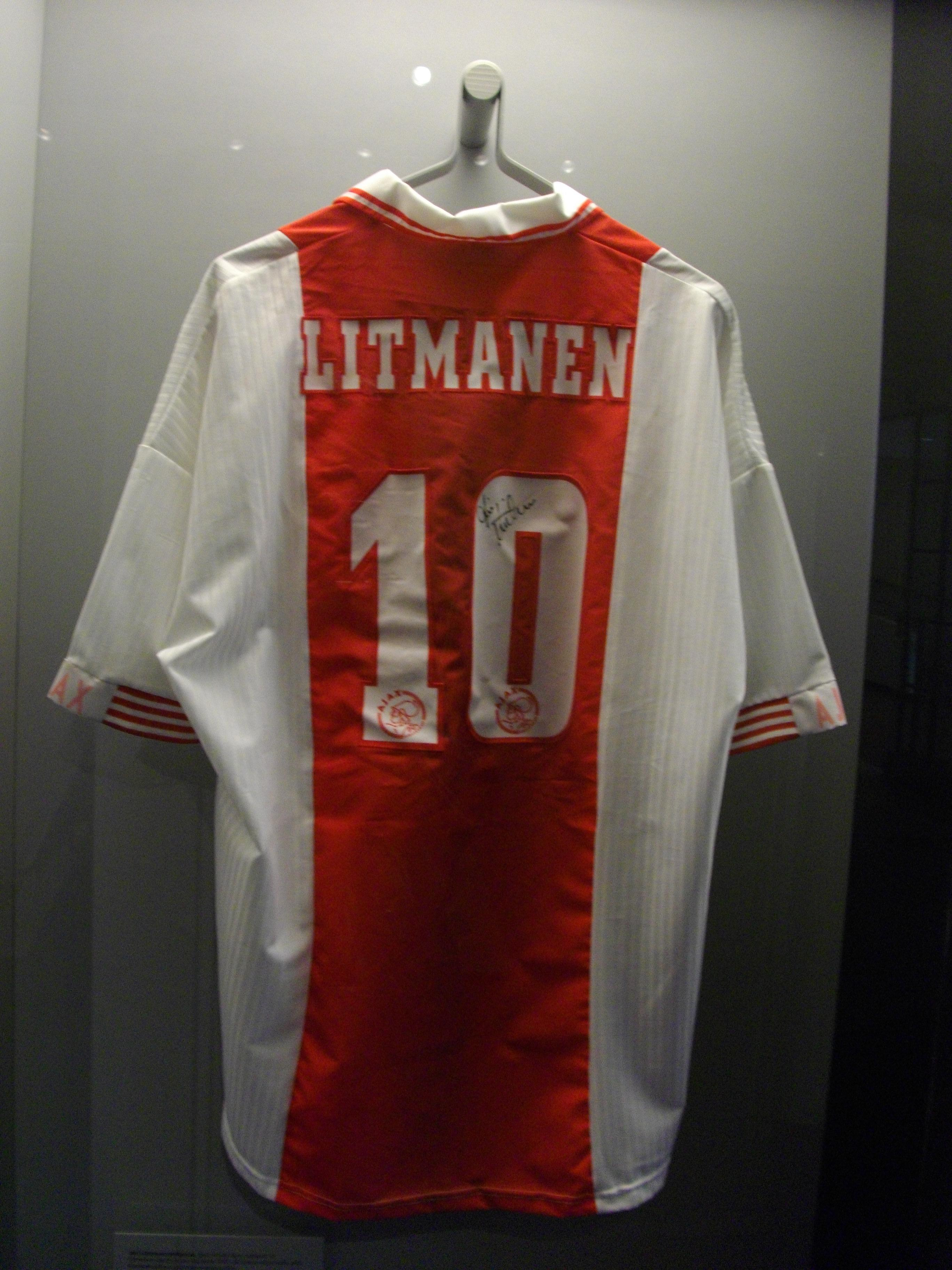
Camiseta de Jari Litmanen en el Ajax

Jari Olavi Litmanen (Lahti, 20 de febrero de 1971) es un exfutbolista profesional finlandés. Se desempeñaba en la posición de mediocampista ofensivo, y su último equipo fue el HJK Helsinki con el que ganó la Primera División de Finlandia en 2011. Ha formado parte de grandes equipos europeos como el Liverpool F. C., el Ajax de Ámsterdam o el F. C. Barcelona, y también fue capitán de la Selección finlandesa. Es considerado uno de los mejores futbolistas de los años 1990 y un verdadero ídolo en su país y en Ámsterdam, ciudad en la que desplegó su mejor fútbol.

## Trayectoria
Litmanen jugaba en la posición de media punta, y su inteligencia y habilidad con el balón a menudo le daban la ventaja ante sus rivales. Así mismo, era especialista en el lanzamiento de faltas y penaltis.

### Comienzos de carrera
Sus inicios como futbolista los tuvo en el Reipas Lahti, el club de su ciudad natal, a la edad de 16 años, llegando a marcar 28 goles en este club en 86 encuentros de liga, como curiosidad cabe destacar que también jugó al hockey sobre hielo, antes de marcharse al HJK Helsinki, el club más importante de Finlandia en 1991, tras eso, se marchó al MyPa, equipo con el que ganó la Copa de Finlandia, su buen labor en la final llamó la atención de los ojeadores de un club de tamaño prestigio como el AFC Ajax de Ámsterdam, el ojeador que recomendó el fichaje de Litmanen dijo a la televisión finlandesa «Para mí, era el jugador».

### Carrera en los Países Bajos
En 1992 se incorpora a la disciplina del Ajax después de rechazar ofertas de otros clubes como el Dinamo de Bucarest, el F.C. Barcelona, el Leeds United o el PSV Eindhoven. En su primer año como ajacied, Litmanen permaneció como suplente, el propio entrenador Louis van Gaal consideró devolverlo a Finlandia. Pero con la marcha de Dennis Bergkamp al Calcio italiano, Van Gaal le dio la oportunidad de la titularidad y Litmanen no la desaprovechó, marcando la temporada 1993-94 hasta 26 goles y siendo nombrado mejor jugador de la Eredivisie.
Litmanen también fue una de las estrellas del Ajax que ganó la UEFA Champions League en la temporada 1994-95 al AC Milan, junto a otros grandes jugadores como Patrick Kluivert, Edgar Davids, Marc Overmars, Finidi George o Frank de Boer, en el año 1995, Litmanen quedó como tercer clasificado en la carrera por el Balón de Oro que acabaría ganando George Weah.
En los 7 años que Litmanen permaneció en el club neerlandés, Jari ganó cuatro Eredivisie, tres Copas de los Países Bajos y una Copa Intercontinental, además de la ya mencionada Champions.

### Carrera en España
En 1999 dejó al Ajax y fichó por el F. C. Barcelona por expreso deseo de Louis van Gaal. Se esperaba mucho de este fichaje por su calidad, el técnico neerlandés lo quería para alternarlo en la media punta con Luis Enrique pero fue víctima de las lesiones, con lo que no pudo jugar con regularidad. A final de esta temporada Van Gaal fue destituido, el nuevo técnico Lorenzo Serra Ferrer no contaba con Litmanen para su proyecto, ya que consideraba que su puesto estaba bien cubierto con jugadores como Luis Enrique y Gabriel García de la Torre (más conocido como Gabri), con lo que fue declarado transferible.

### Fugaz paso por Inglaterra y Países Bajos
En 2001 llegó al Liverpool FC como expreso deseo del entrenador Gérard Houllier que mostró exaltación por tener al finlandés en su equipo, pero, al igual que ocurrió en su estancia en Barcelona, las lesiones hicieron mella en Litmanen que no pudo mostrar su calidad a los seguidores Reds, aun así marcó goles importantes a clubes como el Tottenham Hotspur, Bayer Leverkusen o AS Roma, en su estancia en Liverpool, Litmanen ganaría una Copa de la UEFA, una FA Cup y una Carling Cup.
En 2002 decidió regresar al club que lo lanzó a la fama, el Ajax donde fue recibido de manera calurosa, fue un importante jugador de la campaña de ese año como demostró en el partido de la UEFA Champions League contra el AC Milan que el Ajax acabaría perdiendo.

### Rostock, Suecia, y el regreso a Finlandia
Tras su paso por los Países Bajos, Litmanen decidió regresar a casa, para jugar en el FC Lahti, donde fue calificado como «el retorno del rey», sin embargo, en invierno de 2005, Litmanen se marchó al FC Hansa Rostock para intentar salvarlo del descenso, meta que no podría cumplir, pues el club germano descendió tras solo un año en la Bundesliga.
En julio de 2005, Litmanen firmó por el Malmö FF sueco, uno de los clubes más importantes del país escandinavo, Litmanen también sufriría aquí sus irregulares lesiones que le impedían jugar al máximo nivel, tras operarse de su lesión, Litmanen decidió extender su contrato pero en junio de 2007, decidió rescindirlo.
Tras una estancia de varios meses en el Fulham donde ni siquiera llegó a debutar, Litmanen regresó al FC Lahti, esta vez de manera cuasi definitiva, aunque tuvo ofertas del Aris de Salónica. Tras el descenso del club a la Segunda División y de cara a la temporada 2011-2012, Litmanen firmó su último contrato como futbolista con el HJK Helsinki, vigente campeón en aquel entonces.

## Selección nacional

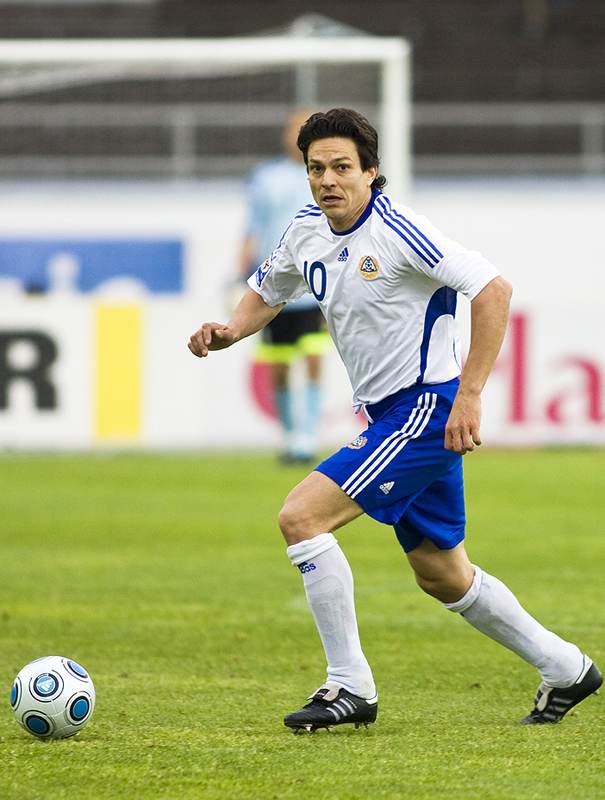

Debutó con su selección el 22 de octubre de 1989 contra Trinidad y Tobago y marcó su primer gol el 16 de mayo de 1991 contra Malta.
Ejerce de capitán desde 1996 y, pese a ser el máximo referente de la selección de su país, con 137 partidos y 32 goles, su sueño de intentar clasificarse para un Mundial de Fútbol (1990, 1994, 1998, 2002, 2006, 2010) o a una Eurocopa (1992, 1996, 2000, 2004, 2008, 2012) no se pudo realizar.
Jari Litmanen se convirtió en el jugador más veterano en marcar en un partido de clasificación Eurocopa cuando anotó contra San Marino en noviembre de 2010. Tenía 39 años y 270 días.
Como dato curioso, es uno de los pocos jugadores en la historia del fútbol en jugar en 4 décadas distintas con la selección de su país.

## Clubes
| Club           | País         | Año       |
| -------------- | ------------ | --------- |
| Reipas Lahti   | Finlandia    | 1987-1990 |
| HJK Helsinki   | Finlandia    | 1991      |
| MyPa           | Finlandia    | 1992      |
| Ajax Ámsterdam | Países Bajos | 1992-1999 |
| Barcelona      | España       | 1999-2001 |
| Liverpool      | Inglaterra   | 2001-2002 |
| Ajax Ámsterdam | Países Bajos | 2002-2004 |
| Lahti          | Finlandia    | 2004      |
| Hansa Rostock  | Alemania     | 2005      |
| Malmö FF       | Suecia       | 2005-2008 |
| Fulham         | Inglaterra   | 2008      |
| Lahti          | Finlandia    | 2008-2010 |
| HJK Helsinki   | Finlandia    | 2011-2012 |

## Palmarés

### Campeonatos nacionales
| Título                        | Club              | País         | Año     |
| ----------------------------- | ----------------- | ------------ | ------- |
| Copa de Finlandia             | MyPa              | Finlandia    | 1992    |
| Copa de los Países Bajos      | Ajax de Ámsterdam | Países Bajos | 1993    |
| Supercopa de los Países Bajos | Ajax de Ámsterdam | Países Bajos | 1993    |
| Eredivisie                    | Ajax de Ámsterdam | Países Bajos | 1993-94 |
| Supercopa de los Países Bajos | Ajax de Ámsterdam | Países Bajos | 1994    |
| Eredivisie                    | Ajax de Ámsterdam | Países Bajos | 1994-95 |
| Supercopa de los Países Bajos | Ajax de Ámsterdam | Países Bajos | 1995    |
| Eredivisie                    | Ajax de Ámsterdam | Países Bajos | 1995-96 |
| Eredivisie                    | Ajax de Ámsterdam | Países Bajos | 1997-98 |
| Copa de los Países Bajos      | Ajax de Ámsterdam | Países Bajos | 1997-98 |
| Copa de los Países Bajos      | Ajax de Ámsterdam | Países Bajos | 1998-99 |
| Copa de la Liga               | Liverpool         | Inglaterra   | 2000-01 |
| FA Cup                        | Liverpool         | Inglaterra   | 2000-01 |
| Community Shield              | Liverpool         | Inglaterra   | 2001    |
| Supercopa de los Países Bajos | Ajax de Ámsterdam | Países Bajos | 2002    |
| Eredivisie                    | Ajax de Ámsterdam | Países Bajos | 2003-04 |
| Veikkausliiga                 | HJK Helsinki      | Finlandia    | 2011    |
| Copa de Finlandia             | HJK Helsinki      | Finlandia    | 2011    |

### Campeonatos internacionales
| Título                       | Club              | País         | Año     |
| ---------------------------- | ----------------- | ------------ | ------- |
| Liga de Campeones de la UEFA | Ajax de Ámsterdam | Austria      | 1994-95 |
| Copa Intercontinental        | Ajax de Ámsterdam | Japón        | 1995    |
| Supercopa de Europa          | Ajax de Ámsterdam | Países Bajos | 1995    |
| Copa de la UEFA              | Liverpool F. C.   | Alemania     | 2000-01 |
| Supercopa de Europa          | Liverpool F. C.   | Mónaco       | 2001    |

### Distinciones individuales
| Distinciones | Año                                                        |
| --- | ---------------------------------------------------------- |
| Mejor Futbolista Finlandés del Año                                                                               | 1990; 1991; 1992; 1993; 1994; 1995; 1996; 1997; 1998; 2000 |
| Nombrado Jugador de Oro de Finlandia ante la UEFA                                                                | 2004                                                       |
| Jugador del año de periodistas deportivos finlandeses                                                            | 1990, 1992, 1993, 1994, 1995, 1996, 1997, 1998             |
| Jugador del año de la Asociación de Fútbol de Finlandia                                                          | 1990, 1992, 1993, 1994, 1995, 1996, 1997, 1998, 2000       |
| Veikkausliiga Jugador del Año                                                                                    | 1990                                                       |
| Futbolista del año de los Países Bajos                                                                           | 1993                                                       |
| Máximo goleador de la Eredivisie con 26 goles                                                                    | 1993–94                                                    |
| Futbolista europeo de la temporada de UNICEF                                                                     | 1994-1995                                                  |
| Balón de Bronce                                                                                                  | 1994 (8.º), 1995 (3.º)                                     |
| Personalidad deportiva finlandesa del año                                                                        | 1995                                                       |
| Equipo ESM del año                                                                                               | 1994–95, 1995–96                                           |
| Máximo goleador de la UEFA Champions League (9 goles)                                                            | 1995–96                                                    |
| Baile del capitán                                                                                                | 2002                                                       |
| Premios del Jubileo de la UEFA - Mejor futbolista finlandés de los últimos 50 años                               | 2003                                                       |
| Jugador con más partidos de la selección de Finlandia (137 partidos)                                             | 1989-2010                                                  |
| 2.º máximo goleador de todos los tiempos de la selección de Finlandia (32 goles)                                 | 1989-2010                                                  |
| Máximo goleador de todos los tiempos en Europa para el Ajax (26 goles)                                           | 1992-1999; 2002-2004                                       |
| Jugador de mayor edad en marcar en la clasificación para el Campeonato de Europa de la UEFA (39 años y 270 días) | 2010                                                       |
| Salón de la Fama FC Lahti                                                                                        | 2016                                                       |

## Popularidad
Jari Litmanen ha grabado canciones con varias bandas y cantantes, como Mika Sundqvistin ("Sun sisällä on pieni Litmanen") (1996), Martti Servo & Napander ("Hitti-Litti Litmanen"), (2000), The Blaster Masterin ("Litmanen (He’s on a Bench Again)") (2005), Tommi Läntisen ("Kevät ja minä"), nueva versión de la canción "Jari ja minä" (2012) y con JVG ("Teemu ja Jari") (2012).
En 2012 se estrenó un documental sobre su trayectoria. En él figuras relevantes del fútbol mundial como Xavi Hernández, Frank de Boer o su compatriota Sami Hyypiä manifiestan su admiración por su fútbol.
Además, reflejo de su condición como histórico futbolista, cuenta con su propio jugador virtual en el popular videojuego de fútbol FIFA (serie) de EA Sports alcanzando en su mejor carta "Icono Prime" de FIFA 20 una valoración de 91 sobre 99.